# Nucleo interno

La Terra sezionata dal nucleo fino all'esosfera. Parzialmente in scala

Il nucleo interno della Terra è lo strato più interno del pianeta. 
Come rilevato dagli studi sismologici, è costituito da una sfera viscosa di circa 1220 km di raggio, soltanto il 70% rispetto a quella della Luna. Si ritiene che sia composto di una lega di ferro-nichel, e che abbia una temperatura analoga a quella della superficie solare. Viene indicato dagli studiosi con il termine nucleo solido: infatti, nonostante le temperature elevatissime, la forte pressione impedisce al metallo di fondere completamente.

## Scoperta
L'esistenza di un nucleo interno distinto da un nucleo esterno liquido venne scoperta nel 1936 dalla sismologa Inge Lehmann tramite le osservazioni delle onde sismiche generate dai terremoti che si riflettono parzialmente sul bordo del nucleo e possono essere rilevate da sismografi sensibili posti sulla superficie terrestre.
Si credeva che il nucleo esterno fosse liquido, a causa della sua incapacità a trasmettere le onde elastiche trasversali; solo le onde compressionali, come si è osservato, lo attraversano. La viscosità del nucleo interno è stata difficile da stabilire, poiché le onde trasversali (shear waves) elastiche, che ci si aspettava vi passassero attraverso, sono molto deboli e difficili da rilevare. Dziewonski e Gilbert stabilirono la consistenza di questa ipotesi utilizzando modi normali di vibrazione della Terra causati dai grandi terremoti. Recenti affermazioni riguardo ai rilevamenti di un nucleo interno che potesse trasmettere onde trasversali furono inizialmente controverse ma hanno ora guadagnato credibilità e accettazione.

## Composizione
In base all'abbondanza di elementi chimici nel sistema solare, alle loro proprietà fisiche e ad altre restrizioni chimiche riguardanti il rimanente volume della Terra, si ritiene che il nucleo interno sia composto principalmente da una lega di ferro-nichel, con piccolissime quantità di qualche altro elemento. Poiché è meno denso del ferro puro, Francis Birch giudicò che il nucleo esterno contenesse circa il 10% di un miscuglio di elementi più leggeri, sebbene ci si aspetti che questi siano meno abbondanti nel nucleo interno solido.

## Temperatura
La temperatura del nucleo interno può essere stimata utilizzando restrizioni sperimentali e teoriche relative alla temperatura di fusione del ferro impuro alla pressione (di circa 330 GPa) registrata al confine del nucleo interno, che viene stimata intorno ai 5700 K. L'intervallo di pressioni nel nucleo interno della Terra è compreso fra 330 e 360 GPa (oltre 3 000 000 atm), il ferro può essere soltanto solido anche a temperature così alte perché la sua temperatura di fusione aumenta drasticamente a queste alte pressioni.
Secondo recenti studi la temperatura del nucleo è per la maggior parte prodotta dal decadimento spontaneo di elementi radioattivi quali uranio, torio e potassio.

## Storia
J. A. Jacobs fu il primo a suggerire che il nucleo interno fosse solidificato, essendosi separato dal nucleo esterno liquido a causa del raffreddamento graduale all'interno della Terra (circa 100 gradi Celsius per miliardo di anni). Prima della formazione del nucleo interno, l'intero nucleo era liquefatto, e si pensa che l'età del nucleo interno sia compresa fra 2 e 4 miliardi di anni. Poiché è più giovane dell'età della Terra (che è di circa 4,5 miliardi di anni), il nucleo interno non può essere una caratteristica primordiale ereditata durante la formazione del sistema solare.

## Dinamica
Poco si conosce riguardo al processo dello sviluppo del nucleo interno della Terra. Poiché si sta lentamente raffreddando, molti si aspettano che il nucleo interno sia chimicamente omogeneo. Si è anche suggerito che il nucleo interno della Terra potesse essere formato da un singolo cristallo di ferro, anche se questo è in contrasto con il grado di disordine osservato dentro il nucleo interno. I sismologi hanno rilevato che il nucleo interno non è infatti completamente uniforme ed ha alcune strutture su larga scala attraversate dalle onde sismiche più rapidamente in certe direzioni piuttosto che in altre. La superficie del nucleo interno mostra variazioni rapide nelle proprietà rispetto a scale dell'ordine di almeno un km. Questo lascia un po' perplessi, poiché si sa che le variazioni delle temperature laterali lungo il bordo del nucleo interno sono estremamente piccole (questa conclusione è confermata dalle osservazioni del campo magnetico). Recenti scoperte congetturano che lo stesso nucleo interno solido sia composto di strati, separati da una zona di transizione spessa circa 250–400 km. Se il nucleo interno cresce a causa di piccoli sedimenti solidificati che cadono sulla sua superficie, allora anche qualche frazione liquida può rimane intrappolata negli spazi dei pori e parte di questi fluidi residui può ancora permanere in piccola quantità al suo interno.
Poiché il nucleo interno non è rigidamente connesso al mantello solido della Terra, la possibilità che esso ruoti leggermente più o meno veloce rispetto al resto della Terra viene tenuta da lungo tempo in considerazione. Negli anni novanta, i sismologi fecero varie asserzioni riguardo al rilevamento di questo tipo di super-rotazione, osservando nel corso di alcuni decenni cambiamenti nelle caratteristiche delle onde sismiche passanti attraverso il nucleo interno, utilizzando la proprietà prima citata ovvero che le onde vengono trasmesse più velocemente in alcune direzioni. Le stime di questa super-rotazione sono intorno al grado di rotazione addizionale per anno, sebbene altri abbiano concluso che si tratti di invece di una rotazione più lenta rispetto al resto della Terra, di una simile quantità.
Inoltre è la differente velocità di rotazione che può spiegare il magnetismo terrestre. Difatti si ritiene che la crescita del nucleo interno possa giocare un ruolo importante nella generazione del campo magnetico terrestre tramite l'azione di dinamo nel nucleo esterno liquido. Questo è legato al fatto che il nucleo interno non può dissolvere la stessa quantità di elementi leggeri del nucleo esterno, e quindi la solidificazione al confine del nucleo interno produce un liquido residuale che contiene più elementi leggeri del liquido sovrastante. Questo fa sì che esso galleggi, aiutando a determinare la convezione del nucleo esterno. L'esistenza di un nucleo interno muta anche i movimenti dinamici del liquido nel nucleo esterno in crescita, e può contribuire a stabilizzare il campo magnetico, poiché ci si aspetta che esso sia molto più resistente allo scorrimento rispetto al nucleo esterno liquido (il quale si presume sia turbolento).
Sono state fatte congetture anche riguardo al fatto che il nucleo interno possa aver mostrato una varietà di modelli di deformazione interna (ovalizzazione). Ciò potrebbe essere necessario per spiegare perché le onde sismiche passino più rapidamente per alcune direzioni piuttosto che per altre. Poiché la convezione termica da sola sembra sia improbabile, ogni movimento di convezione da galleggiamento deve essere determinato da variazioni nella composizione o abbondanza del liquido al suo interno. S. Yoshida e colleghi hanno proposto un nuovo meccanismo secondo il quale la deformazione del nucleo interno potrebbe essere causata da un più alto tasso di solidificazione all'equatore che alle latitudini polari, e S. Karato ha proposto che anche i mutamenti nel campo magnetico possano lentamente deformare nel tempo il nucleo interno.